# Dominik Naab
Dominik Naab (* 13. Juli 1985 in Lörrach) ist ein deutscher Verbands- und politischer Funktionär. Er war von 2013 bis 2018 Bundesvorsitzender der Deutschen Pfadfinderschaft Sankt Georg (DPSG). Von 2019 bis 2022 war er Leiter der Geschäftsstelle des Sachverständigenrats Bioökonomie Bayern. Er ist Geschäftsführer des Kreisverband München von Bündnis 90/Die Grünen.

## Leben
Naab besuchte das Hans-Thoma-Gymnasium in Lörrach und legte dort 2005 sein Abitur ab. Ab 2006 studierte er Politische Wissenschaften, Öffentliches Recht und Geschichte an der Ruprecht-Karls-Universität Heidelberg und an der Sciences Po in Paris. Das Studium schloss er im Januar 2013 als Magister Artium ab.
Naab hat seine Wurzeln im Brombacher Pfadfinderstamm St. Josef und ist dort seit 1994 Mitglied. Er ist einer der Initiatoren des Lörracher Jugendparlaments, hat in Brombach alle Pfadfinderjugendstufen durchlaufen und war auch als Leiter tätig. Dominik Naab engagierte sich seit 2010 im Bundesarbeitskreis der Altersstufe Wölflinge (7 bis 10 Jahre) und war zuvor von 2006 bis 2009 Referent der Wölflingsstufe im Diözesanverband Freiburg.
Im Juni 2012 wurde Dominik Naab von der Bundesversammlung der Deutschen Pfadfinderschaft Sankt Georg zum Bundesvorsitzenden gewählt. Sein Amt trat er zum 1. Februar 2013 an und führte den Verband seitdem in einer paritätischen Doppelspitze an. Seit 2013 war er außerdem einer von zwei Vorsitzenden des Rings deutscher Pfadfinderverbände (RdP). Im Oktober 2013 wurde er für zwei Jahre zum stellvertretenden Vorsitzenden des Deutschen Bundesjugendring gewählt. Bei der 83. Bundesversammlung der DPSG im Mai 2017 kündigte Naab an, er stünde für eine Wiederwahl als Bundesvorsitzender sowie als stellvertretender Vorsitzender des Deutschen Bundesjugendring nicht zur Verfügung.
Dominik Naab war von November 2017 bis Juni 2019 als Mitglied auf Zeit in den Rat für Nachhaltige Entwicklung kooptiert, wo er Bildungs- und den Jugendprojekte bearbeiten sollte. Als Vertreter des Deutschen Bundesjugendrings war er zuvor schon Mitglied der „Nationalen Plattform Bildung für nachhaltige Entwicklung“.